# Aleh Mikoultchyk
Aleh Antonavitch Mikoultchyk - du biélorusse : Алег Антонавіч Мікульчык - ou Oleg Antonovitch Mikoultchik - en russe : Олег Антонович Микульчик - (né le 21 juin 1964 à Minsk en République socialiste soviétique de Biélorussie) est un joueur professionnel biélorusse de hockey sur glace devenu entraîneur. Il évolue au poste de défenseur.

## Biographie

### Carrière en club
Il commence sa carrière en 1983 avec le HK Dinamo Moscou. L'équipe remporte le championnat d'URSS 1990 et 1991. Il part alors en Amérique du Nord jusqu'en 1997. Le 12 décembre 1993, il joue son premier match dans la Ligue nationale de hockey avec les Jets de Winnipeg face aux Maple Leafs de Toronto. Il a ajouté à son palmarès la Superliga 1999, la Ligue européenne de hockey 1999 et 2000 avec le Metallourg Magnitogorsk, l'Ekstraliga 2004, 2005 avec le HK Iounost Minsk et 2007 avec le Dinamo Minsk. Avec le Iounost et le Dinamo Minsk, il a décroché à deux reprises la Coupe de Biélorussie en 2005 et 2006. Il met un terme à sa carrière en 2007.

### Carrière internationale
Il a représenté l'URSS en sélections jeunes puis la Biélorussie au niveau international. Il a participé aux Jeux olympiques de 2002.

## Trophées et honneurs personnels

### Ukraine
- 2011-2012 : nommé meilleur entraîneur.

## Statistiques

### En club
| Saison     | Équipe                  | Ligue         |    | Saison régulière | Saison régulière | Saison régulière | Saison régulière | Saison régulière |    | Séries éliminatoires | Séries éliminatoires | Séries éliminatoires | Séries éliminatoires | Séries éliminatoires |
| Saison     | Équipe                  | Ligue         | PJ | B                | A                | Pts              | Pun              | PJ               | B  | A                    | Pts                  | Pun                  |                      |                      |
| 1983-1984  | Dinamo Moscou           | URSS          | 17 | 0                | 0                | 0                | 6                |                  |    |                      |                      |                      |                      |                      |
| 1984-1985  | Dinamo Moscou           | URSS          | 30 | 1                | 3                | 4                | 26               |                  |    |                      |                      |                      |                      |                      |
| 1985-1986  | Dinamo Moscou           | URSS          | 40 | 0                | 1                | 1                | 36               |                  |    |                      |                      |                      |                      |                      |
| 1986-1987  | Dinamo Moscou           | URSS          | 39 | 5                | 3                | 8                | 34               |                  |    |                      |                      |                      |                      |                      |
| 1987-1988  | Dinamo Moscou           | URSS          | 48 | 7                | 8                | 15               | 63               |                  |    |                      |                      |                      |                      |                      |
| 1988-1989  | Dinamo Moscou           | URSS          | 43 | 4                | 6                | 10               | 52               |                  |    |                      |                      |                      |                      |                      |
| 1989-1990  | Dinamo Moscou           | URSS          | 32 | 1                | 3                | 4                | 31               |                  |    |                      |                      |                      |                      |                      |
| 1990-1991  | Dinamo Moscou           | URSS          | 36 | 2                | 6                | 8                | 40               |                  |    |                      |                      |                      |                      |                      |
| 1991-1992  | Khimik Voskressensk     | Superliga     | 15 | 3                | 2                | 5                | 20               |                  |    |                      |                      |                      |                      |                      |
| 1991-1992  | Nighthawks de New Haven | LAH           | 30 | 3                | 3                | 6                | 63               | 4                | 1  | 3                    | 4                    | 6                    |                      |                      |
| 1992-1993  | Hawks de Moncton        | LAH           | 75 | 6                | 20               | 26               | 159              | 5                | 0  | 0                    | 0                    | 4                    |                      |                      |
| 1993-1994  | Hawks de Moncton        | LAH           | 67 | 9                | 38               | 47               | 121              | 21               | 2  | 10                   | 12                   | 18                   |                      |                      |
| 1993-1994  | Jets de Winnipeg        | LNH           | 4  | 0                | 1                | 1                | 17               | --               | -- | --                   | --                   | --                   |                      |                      |
| 1994-1995  | Falcons de Springfield  | LAH           | 50 | 5                | 16               | 21               | 59               | --               | -- | --                   | --                   | --                   |                      |                      |
| 1994-1995  | Jets de Winnipeg        | LNH           | 25 | 0                | 2                | 2                | 12               | --               | -- | --                   | --                   | --                   |                      |                      |
| 1995-1996  | Bandits de Baltimore    | LAH           | 19 | 1                | 7                | 8                | 46               | 12               | 2  | 3                    | 5                    | 22                   |                      |                      |
| 1995-1996  | Mighty Ducks d'Anaheim  | LNH           | 8  | 0                | 0                | 0                | 4                | --               | -- | --                   | --                   | --                   |                      |                      |
| 1996-1997  | Ice Dogs de Long Beach  | LIH           | 16 | 0                | 5                | 5                | 29               | --               | -- | --                   | --                   | --                   |                      |                      |
| 1996-1997  | Komets de Fort Wayne    | LIH           | 51 | 5                | 13               | 18               | 75               | --               | -- | --                   | --                   | --                   |                      |                      |
| 1997-1998  | Ice Tigers de Nuremberg | DEL           | 41 | 4                | 15               | 19               | 174              |                  |    |                      |                      |                      |                      |                      |
| 1998-1999  | Metallourg Magnitogorsk | Superliga     | 38 | 1                | 3                | 4                | 108              | 16               | 2  | 2                    | 4                    | 48                   |                      |                      |
| 1999-2000  | Metallourg Magnitogorsk | Superliga     | 22 | 1                | 8                | 9                | 57               |                  |    |                      |                      |                      |                      |                      |
| 2000-2001  | Krylia Sovetov          | Vyschaïa liga | 34 | 1                | 11               | 12               | 86               | 11               | 1  | 5                    | 6                    | 10                   |                      |                      |
| 2001-2002  | Khimik Voskressensk     | Vyschaïa liga | 25 | 4                | 5                | 9                | 44               | 12               | 1  | 1                    | 2                    | 12                   |                      |                      |
| 2002-2003  | Metchel Tcheliabinsk    | Superliga     | 8  | 0                | 1                | 1                | 36               | --               | -- | --                   | --                   | --                   |                      |                      |
| 2002-2003  | Neftekhimik Nijnekamsk  | Superliga     | 16 | 1                | 4                | 5                | 40               | --               | -- | --                   | --                   | --                   |                      |                      |
| 2003-2004  | HK Iounost Minsk        | Ekstraliga    | 36 | 3                | 16               | 19               | 85               | 10               | 0  | 3                    | 3                    | 14                   |                      |                      |
| 2004-2005  | HK Iounost Minsk        | Ekstraliga    | 38 | 3                | 13               | 16               | 66               | 8                | 1  | 1                    | 2                    | 6                    |                      |                      |
| 2005-2006  | HK Iounost Minsk        | Ekstraliga    | 10 | 1                | 1                | 2                | 26               |                  |    |                      |                      |                      |                      |                      |
| 2005-2006  | Dinamo Minsk            | Ekstraliga    | 32 | 7                | 13               | 20               | 70               |                  |    |                      |                      |                      |                      |                      |
| 2006-2007  | Dinamo Minsk            | Ekstraliga    | 10 | 0                | 5                | 5                | 24               |                  |    |                      |                      |                      |                      |                      |
| Totaux LNH | Totaux LNH              | Totaux LNH    | 37 | 0                | 3                | 3                | 33               |                  |    |                      |                      |                      |                      |                      |